# Szomor
Szomor is een plaats (község) en gemeente in het Hongaarse comitaat Komárom-Esztergom. Szomor telt 1077 inwoners (2001).